# Veľké Zlievce
Veľké Zlievce este o comună slovacă, aflată în districtul Veľký Krtíš din regiunea Banská Bystrica. Localitatea se află la altitudinea de 210 m deasupra n.m., se întinde pe o suprafață de 16,3 km2 și în 2017 număra 509 locuitori.

## Istoric
Localitatea Veľké Zlievce este atestată documentar din 1245.

## Demografie
| An:                | 1994 | 2004   | 2014   | 2024   |
| ------------------ | ---- | ------ | ------ | ------ |
| Număr de persoane: | 481  | 512    | 509    | 470    |
| Diferență:         |      | +6,44% | −0,58% | −7,66% |

| An:                | 2023 | 2024   |
| ------------------ | ---- | ------ |
| Număr de persoane: | 478  | 470    |
| Diferență:         |      | −1,67% |